# Palazzo Marcosanti
Palazzo Marcosanti, noto anche come Tomba di Poggio Berni, è un complesso fortilizio di fine XIII secolo a Poggio Berni, appartenuto ai Malatesta e successivamente allo Stato Pontificio. Storicamente è noto come Tomba di Poggio Berni poiché nel Medioevo il termine Tomba indicava una costruzione fortificata eretta in genere su un'altura o comunque in luogo idoneo alla difesa. La sua origine malatestiana è attestata nel trecento da alcuni documenti con attribuzione ai beni malatestiani e da un fregio, in cotto, rappresentante la tipica scacchiera malatestiana a ornamento di un arco a sesto acuto che dà sul cortile interno.

## Storia
La struttura è stata protagonista di una serie di passaggi di proprietà che hanno interessato molte storiche famiglie. A partire dai Malatesta, la fortezza svolse un ruolo importante nella politica delle alleanze familiari assumendo, spesso, il carattere di bene personale andato in dote alle figlie dei Signori che lo hanno posseduto.
Nel 1418 la Tomba di Poggio Berni è tra i beni elencati come dote di Laura, detta Parisina, figlia di Andrea Malatesta signore di Cesena, andata in sposa a Nicolò III Marchese d'Este; Parisina venne uccisa nel 1425, sospetta di corrispondenza amorosa con Ugo suo coetaneo e figlio naturale del marito. Due anni più tardi il bene torna ai Malatesta come appannaggio dotale di Margherita d´Este figlia di Nicolò III e sposa di Roberto Galeotto Malatesta. Dopo un possesso temporaneo di Violante da Montefeltro, vedova del signore di Cesena Novello Malatesta, la Tumba Podii Ibernorum fu acquistata dal cardinale Stefano Nardini che nel 1473 la donò al nipote il Conte Cristoforo Nardini da Forlì che aveva sposato Contessina Malatesta, figlia naturale di Sigismondo.
Nei successivi tre secoli, il Papato entrò più volte in possesso del Castello succedendo ai Nardini e alla casata dei Montefeltro. A Cristoforo Nardini, morto nella battaglia di Colle Val d´Elsa del 1479, succedette il figlio naturale Pietro che si macchiò di varie scelleratezze e neanche la sua morte bastò a placare l'ira di Papa Innocenzo VIII che con Bolla Papale del 12 dicembre 1489 fece imprigionare a vita tutti i membri della famiglia. Dopo tre anni, il 23 maggio 1492, la segregazione dei Nardini venne commutata con la donazione alla Camera Apostolica di quasi tutti i loro beni fra i quali spiccano il Fortilitium e la vasta tenuta di Poggio Berni con tutti i diritti di giurisdizione già concessi a questo possedimento da privilegi papali ed imperiali.
Il 16 luglio 1492 Innocenzo VIII cede il fortilizio di Poggio Berni a Giovanni della Rovere d´Aragona, padre di Francesco Maria, il futuro Duca di Urbino. Nel settembre 1493 il bene passa a Doria che sei mesi più tardi lo cede a Guidubaldo I, ultimo duca d'Urbino di casa Montefeltro, marito di Elisabetta Gonzaga. Nel 1557 Guidubaldo II Duca d'Urbino cede Castello e tenuta al Conte Orazio I di Carpegna. Nemmeno un anno dopo, il 28 settembre 1558, questi lo cede al cardinale di Urbino, Giulio della Rovere, che temporaneamente riesce a ottenerne il ritorno ai beni della sua famiglia.
Il Castello di Poggio Berni, con la sua tenuta, mantiene la connotazione di bene personale legato all'appannaggio della dote anche in un solenne atto pubblico, messo a punto dopo lunghe trattative, fra la Curia romana, Francesco Maria II della Rovere Duca d'Urbino ed il Granducato di Toscana. Nell'importante convenzione, stipulata il 30 aprile 1624, i beni allodiali e l'eredità dell'ultimo Duca d'Urbino sono attribuiti alla nipote Vittoria della Rovere, sposata ancora bambina a Ferdinando II de Medici, figlio del Granduca di Toscana; Castello e tenuta sono ricordati con particolare considerazione fra i beni dotali di Vittoria e proprio in virtù del loro prestigio restano ai De Medici nonostante la lontananza dagli altri domini del Granducato in Romagna.
Nel 1738, con l'estinzione della casa Medicea, l'intera proprietà passa ai Lorena i quali però la cedono nel momento in cui assurgono all'Impero d'Austria; nel 1763 Francesco di Lorena, marito dell'Imperatrice Maria Teresa d'Austria, cede infatti la proprietà alla Camera Apostolica. Nel 1778, a distanza di 15 anni, il bene passa alla famiglia dei Principi Albani che vi restano per oltre un secolo; a seguito di questo passaggio l'edificio prende il nome di Palazzo Albani.
Il 3 ottobre 1889 il Principe Cesare Albani di Milano cede il palazzo e relativa tenuta all'Avv. Paolo Marcosanti. L'antica tenuta man mano si smembra. Durante la seconda guerra mondiale l'edificio subisce ingenti danni e nell'immediato dopoguerra i Marcosanti alienano il palazzo e la tenuta smembrando la proprietà. Nel 1974 l'attuale proprietà inizia e completa, per quanto ancora possibile, il recupero ed il restauro scientifico del palazzo.